# Bradley Wiggins
Bradley Wiggins, CBE (født 28. april 1980 i Gent, Belgien) er en engelsk tidligere landevejs- og banecykelrytter. Fra 2010 til april 2015 cyklede for det britiske ProTour-hold Team Sky. Han vandt tre medaljer under Sommer-OL 2004 i Athen.
Wiggins, søn af den tidligere professionelle cykelrytter Gary Wiggins, blev født i Belgien, men voksede op i Maida Vale, London. Han fulgte farens fodspor og begyndte at cykle i konkurrencer i en alder af 12 år i Herne Hill Velodrome.
Han blev tildelt OBE 31. december 2004 for præstationer i cykelsporten[kilde mangler] og CBE i december 2008.
Han var inden Tour de France 2009 kendt for at være god på enkeltstartsrytter på flad vej, men viste i Tour de France 2009, at han også kunne køre opad, og sluttede på en samlet 3. plads.
Han vandt sølv ved VM i enkeltstart i København i 2011, hvor han sluttede foran Fabian Cancellara og efter Tony Martin.
I foråret 2012 vandt han det samlede klassement i Paris-Nice samt den afsluttende enkeltstart. Desuden vandt han Romandiet Rundt samt Critérium du Dauphiné.
Han vandt Tour de France 2012 foran sin holdkammerat Chris Froome, og med Vincenzo Nibali på en 3. plads.
Den 1. august 2012 vandt Bradley Wiggins OL-guld i enkeltstart, da han kørte distancen 44 km i tiden 50.39,54.